# آتش (فیلم ۲۰۰۷)
آتش (به هندی: آگ) فیلمی محصول سال ۲۰۰۷ و به کارگردانی رام گوپال وارما است. در این فیلم بازیگرانی همچون موهن لال، آمیتاب باچان، اجی دیوگن، سوشمیتا سن، پریانکا کوتاری، سوچیترا کریشنامورتی، آبیشک باچان، اورمیلا ماتوندکار، سوشانت سینگ، راجپال یاداو و جی.دی چاکراوارتی ایفای نقش کرده‌اند.